# Jacques Gabriel Annibal de Farcy
Pour les autres membres de la famille, voir famille de Farcy.
Jacques Gabriel Annibal de Farcy, dit le marquis de Cuillé (né à Cuillé le 30 janvier 1724, mort à Rennes le 17 août 1795), fut un avocat, puis conseiller non originaire au parlement de Bretagne le 24 décembre 1746, président à mortier en 1756, conseiller du Roi en tous ses conseils en 1738, commissaire du Roi aux états de Bretagne en 1786. Il était seigneur de Gastines, Vigré, Tresseaul, La Noster, Bresséant, coseigneur de la chàtellenie de Bressilien.

## Biographie

### Parlement de Bretagne
Il se trouva mêlé à toutes les luttes du parlement de Bretagne, au sujet des privilèges de la province et fut plusieurs fois exilé en son Château du Bois Cuillé. 

#### Duc d'Aiguillon
Le 6 avril 1765, le parlement refusa d'enregistrer d'office les deux sols pour livre ; le 22 mai 1765, soixante-seize membres du parlement donnèrent leur démission. Le 11 novembre 1765, Louis-René Caradeuc de La Chalotais (1701-1785), procureur général du Parlement, est arrêté. Les parlementaires sont exilés le 12 novembre 1765. Le conflit entre Emmanuel-Armand de Vignerot du Plessis, duc d'Aiguillon et les Bretons dure deux ans. Pour tenir l'office du Parlement, qui s'est mis en vacances, d'Aiguillon organise en janvier 1766 un tribunal spécial, ironiquement appelé « le bailliage d'Aiguillon », qui est tourné en ridicule par les libellistes. Il doit le dissoudre en 1768 et rentrer à la Cour où il intrigue avec les dévots jusqu'à obtenir enfin le renvoi du duc de Choiseul le 24 décembre 1770. Le 9 juillet 1769, les parlementaires furent tous rappelés et rentrèrent solennellement le 15.

#### Lettres de cachet

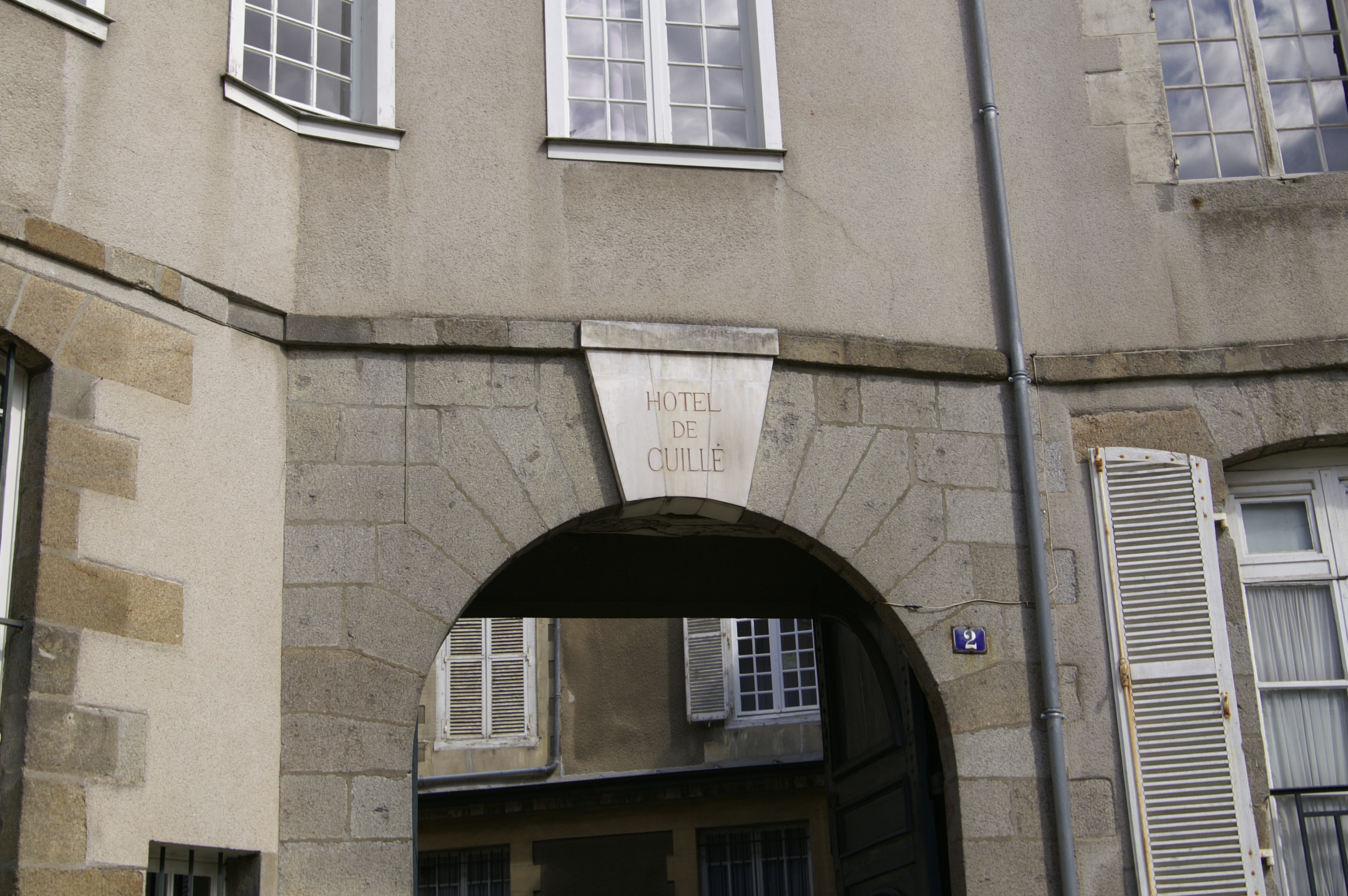
Porte d’entrée de l'Hôtel de Cuillé

Le 2 juin 1788, après que le Parlement de Bretagne se fut opposé au Roi, celui-ci lui interdit de se réunir et les troupes chassent les conseillers du palais. Jacques Gabriel Annibal de Farcy, un des présidents à mortier, leur propose de se réunir dans son hôtel.
Le 2 juin 1788, au moment même où l'on signifiait aux membres du parlement des lettres de cachet, les magistrats avertis tentaient de se rendre à l'Hôtel de Cuillé mais la troupe cerne l'hôtel. Ils étaient alors réunis au nombre de 60 environ et prennent séance
dans le grand salon... Mr de Melesse vient signifier 58 lettres de cachet. Après de longs pourparlers, la troupe reçoit ordre de se retirer. La cour leva la séance, et les magistrats remercièrent le président de Farcy de Cuillé pour son zèle et son courage. Une autre séance eut encore lieu à l'hôtel de Cuillé le lendemain et on déposa sur le bureau les 58 lettres de cachet reçues durant la nuit. On sait que le parlement fut réellement dissous après la séance du 6 juin 1788 à laquelle assistèrent seulement dix-neuf membres, tous les autres étant en exil ou retenus prisonniers dans leurs demeures.

### La Révolution française
Deux ans plus tard, la révolution éclata. Farcy fut nommé à l'unanimité président de l'assemblée primaire de Cuillé. Après le pillage et l'incendie de son Château du Bois Cuillé, par des incendiaires venus de Bais et de Gennes-sur-Seiche qui voulurent punir les habitants de Cuillé de leur attitude aristocrate, il se retira à Rennes où il vécut ignoré pendant Révolution française.
On rencontre fréquemment des plaques de cheminées à ses armes timbrées d'une couronne ducale avec le manteau et le mortier de président.

### Famille
Il est le fils de Jacques Daniel Annibal de Farcy. Il épousa en 1757 à Hennebont Catherine du Bahuno, morte à Rennes dans les prisons révolutionnaires, le 6 mars 1793, et mourut lui-même à Rennes, le 17 août 1795. Leurs noms figurent sur une inscription trouvée dans l'église de Gastines
Il mourut avant l'an IX (1800), laissant cinq enfants : 1° Annibal, 2° Emilie, 3° Pauline, 4° Julie et 5° Thérèse.

## Sources et bibliographie
- Paul de Farcy, Généalogie de la famille de Farcy, Laval, Imprimerie de L. Moreau, 1891